# بريناز إيزديار
بريناز إيزيديار (بالفارسية: پریناز ایزدیار) (30 أغسطس 1984)؛ ممثلة إيرانية. لعبت دورها البطولي الأول في عام 2014 إلى جانب حميد جودارزي في فيلم الدراما الرومانسية الأوقات.

## المسار المهني
درست بريناز إيزيديار التصميم الجرافيكي وكان أول ظهور تلفزيوني لها في عمل في الظل (2009). تم بث مسلسلها الأول خمسة كيلومترات إلى السماء من التلفزيون الإيراني في عام 2011 والذي نال استحسانًا وقبولًا من الجماهير.

## فيلموغرافيا

### الأعمال التلفزيونية
| عام     | عنوان العمل              | الدور          |
| ------- | ------------------------ | -------------- |
| 2011    | خمسة كيلومترات إلى الجنة | مينا           |
| 2011    | مثل كابوس                |                |
| 2012    | الأوقات                  | أرغفان أزارنيا |
| 2015-18 | شهرزاد                   | شيرين          |

### الأعمال السينمائية
| عام  | عنوان العمل            | الدور     |
| ---- | ---------------------- | --------- |
| 2007 | رجل واحد ، مدينة واحدة |           |
| 2011 | غير مسموح للرجال       | سحر       |
| 2011 | هنا بدوني              |           |
| 2013 | الخط الحصري            |           |
| 2014 | 360 درجة               | محطب      |
| 2014 | هذه التفاحة لك         | شيسته     |
| 2016 | دفن حيا                |           |
| 2016 | الحياة + يوم واحد      | سمية      |
| 2016 | يوم خاص                |           |
| 2016 | حياة بدون شروط         |           |
| 2017 | صيف حار                |           |
| 2017 | VillayiHa              | خنوم خيري |
| 2017 | خدعة القبعة            |           |
| 2019 | فقط 6.5                |           |

### مسرح
- نقرة صغيرة 2014.

## روابط خارجية
- بريناز إيزديار على موقع IMDb (الإنجليزية)
- بريناز إيزديار على موقع قاعدة بيانات الفيلم (الإنجليزية)